# Peter Gudmundson
Perols Lars Peter Gudmundson, född 12 november 1955 i Mora församling, Kopparbergs län, är en svensk forskare inom materialmekanik, professor vid Kungliga Tekniska högskolan (KTH). Peter Gudmundson var KTH:s rektor från den 12 november 2007 till 12 november 2016.

## Biografi
Peter Gudmundson blev civilingenjör i teknisk fysik vid KTH 1979 och tog doktorsexamen i hållfasthetslära vid KTH 1982. Han spelade ishockey i AIK under studietiden vid KTH. Peter Gudmundson arbetade vid Brown Boveri Research Centre i Baden i Schweiz åren 1979–1983, var därefter konsult vid Tre Konsulter AB i Vaxholm 1983–1986, återvände därefter till KTH som universitetslektor vid institutionen för hållfasthetslära åren 1986–1989 och var därefter VD för forskningsinstitutet Swedish Institute of Composites (SICOMP) i Piteå 1989–1993. Peter Gudmundson återvände 1993 till KTH som professor i materialmekanik, och var prodekanus i KTH:s fakultetsnämnd 2007.
Den 8 november 2007 utsåg regeringen Peter Gudmundson till rektor för KTH med förordnande från den 12 november 2007 till 11 november 2013, vilket senare förlängdes. Han är kabinettskammarherre vid Kungl. Hovstaterna sedan 2011.

## Utmärkelser
- H.M. Konungens medalj i guld av 12:e storleken i Serafimerordens band (Kon:sGM12mserafb, 2011) för betydelsefulla insatser för utbildning och forskning[3]
- Ledamot av Kungl. Ingenjörsvetenskapsakademien (LIVA, 2007)